# Navy SEALs
Navy SEALs, oficiálně United States Navy's Sea, Air, and Land Teams (Námořní, vzdušné a pozemní týmy Námořnictva Spojených států amerických), jsou primární vojenský útvar speciálních sil Námořnictva Spojených států amerických spadající pod Velitelství zvláštní námořní bojové činnosti (NAVSPECWARCOM – Naval Special Warfare Command).
Akronym SEALs je odvozen z anglických slov SEa, Air a Land (Moře, vzduch a pevnina), která vyjadřují všestrannost a schopnost těchto jednotek provádět vysoce specializované vojenské operace za jakýchkoli podmínek na moři, ve vzduchu i na zemi. V neustávající válce s terorismem jsou tyto speciální jednotky využívány především pro cílené vojenské zásahy a speciální průzkum na nepřátelském území, a dále také pro záchranu rukojmích s využitím nekonvenčních metod boje.
Výcvik nových příslušníků této jednotky je jak psychicky, tak i fyzicky velmi náročný a je právem považován za jeden z nejnáročnějších výcviků vůbec. Může trvat až 30 měsíců, než nový člen SEALs dosáhne potřebné fyzické a psychické kondice a osvojí si veškeré nezbytné znalosti a dovednosti nutné k jeho nasazení do skutečné bojové mise. To je také důvodem toho, že přibližně 75 % zájemců o zařazení k jednotce SEALs výcvik vzdá ještě před jeho dokončením.

## Týmy SEALs
| Insignie    | Tým                                                   | Oblast působnosti | Počet   | Velitelství           | Poznámky |
| ----------- | ----------------------------------------------------- | ----------------- | ------- | --------------------- | --- |
|             | SEAL Team 1                                           | Jihovýchodní Asie | 6 čet   | Coronado, Kalifornie  | |
|             | SEAL Team 2                                           | Severní Evropa    | 6 čet   | LittleCreek, Virginie | SEAL Team 2 je jediným týmem SEALs, který je plně uzpůsobený pro vedení boje v arktických podmínkách. |
|             | SEAL Team 3                                           | Střední východ    | 6 čet   | Coronado, Kalifornie  | |
|             | SEAL Team 4                                           | Jižní Amerika     | 6 čet   | LittleCreek, Virginie | Členové týmu SEAL Team 4 plynule ovládají španělštinu. |
|             | SEAL Team 5                                           | Korea             | 6 čet   | Coronado, Kalifornie  | |
|             | United States Naval Special Warfare Development Group | Celosvětově       | utajeno | Dam Neck, Virginie    | SEAL Team 6 byl rozpuštěn roku 1987. Členové SEAL Team 6 poté ustanovili skupinu United States Naval Special Warfare Development Group, známou též pod akronymem DEVGRU. Členové týmu SEAL Teamu 6 při operaci Neptune Spear v roce 2011 zabili Usámu bin Ládina, vůdce teroristické skupiny Al-Káida. |
| SEAL Team 7 | SEAL Team 7                                           | Celosvětově       | 6 čet   | Coronado, Kalifornie  | |
|             | SEAL Team 8                                           | Afrika            | 6 čet   | LittleCreek, Virginie | |
|             | SEAL Team 10                                          | Celosvětově       | 6 čet   | LittleCreek, Virginie | |
|             | SEAL Delivery Vehicle Team One                        | Celosvětově       | 4 čety  | Pearl Harbor, Havaj   | |
|             | SEAL Delivery Vehicle Team Two                        | Celosvětově       | 4 čety  | LittleCreek, Virginie | Sloučen s SDVT-1. |